# Лист, Пол
Пол Лист (Paul M. List, Павел (Пауль) Лист; 9 сентября 1887, Одесса — 1954) — российский, позднее немецкий и британский шахматист.

## Биография
Родился в Одессе, в еврейской семье.
Настоящая фамилия — Одес. Со слов самого Листа, Г. Я. Левенфиш утверждал, что причиной смены фамилии была путаница с корреспонденцией (Одесу в Одессу).
В 1908 году победил в шахматном турнире в родном городе. В 1910 году в одесском городском турнире он занял 3-е место (победил Б. М. Верлинский).
Летом 1910 г. переехал в Вильно. Там состоялся его матч с Г. Я. Левенфишем (+4 −4 =1).
В 1911 году, на Всероссийском турнире любителей в Санкт-Петербурге поделил 15—16 места (победитель турнира — С. М. Левитский). В 1912 году на Всероссийском турнире любителей поделил 4—5-е места с И. Л. Рабиновичем.
В 1920-х годах Лист уехал в Германию. В 1926 году на турнире в Берлине занял 7-е место, в 1927 году там же занял 6-е место, в том же году на турнире в Магдебурге занял третье место. В 1928 году на турнире в Берлине занял 5-е место, в 1930 году — 3-е место на турнире во Франкфурте, в 1932 году на турнире в Швайнмунде занял 8-е место и в 1937 году — 4-е место на турнире в Остенде.
В 1938 году эмигрировал в Великобританию, где продолжил шахматную карьеру. В том же году занял 3-е место на турнире в Плимуте, 2-е место на турнире в Бирмингеме (1939), 4-е на турнире в Хампстеде (1939) и в 1940 году на турнире в Лондоне поделил 1—2-е места с Г. Голомбеком.
После Второй мировой войны Лист играл на 6-й доске в радиоматче СССР — Великобритания (проиграл обе партии Котову) и принял участие в турнире в Зандаме (1946), где занял 5-е место.